# Michael Oesterle
Michael Oesterle (* 29. Juni 1968 in Ulm) ist ein kanadischer Komponist deutscher Herkunft.

## Biografie
Oesterle lebt seit 1982 in Kanada. An das Studium der Komposition an der University of British Columbia schloss sich ein Dissertationsstudium an der Princeton University bei Paul Lansky und Louis Andriessen an. Daneben nahm er an verschiedenen Workshops und Kursen teil, u. a. an Voix Nouvelles in der Abbaye de Royaumont, an den Darmstädter Ferienkursen und am Forum international des jeunes compositeurs des Nouvel Ensemble Moderne.
Mit dem Pianisten Marc Couroux gründete Oesterle das Ensemble KORE, das sich der Förderung und Aufführung innovativer Werke zeitgenössischer kanadischer Komponisten widmet. Von 2001 bis 2004 war er Composer in Residence des Orchestre Métropolitain du Grand Montréal. In seinen Werken steht er in der Tradition amerikanischer Minimalisten, insbesondere John Adams’ und Terry Rileys. Er zeigt sich aber auch beeinflusst von anderen Kunstformen und arbeitete u. a. mit dem Komponisten Gerhard Staebler, dem Geiger Clemens Merkel, der Malerin Christine Unger, den Künstlern Wanda Koop und Bonnie Baxter und den Choreographen Isabelle Van Grimde, Barbara Bourget und Dominique Porte zusammen. Auch komponierte er die Musik zu mehreren Animationsfilmen Christopher Hintons. Seine Kompositionen werden von Solisten und Ensembles in Nordamerika und Europa gespielt, u. a. vom Ensemble intercontemporain, dem Berliner Radiosinfonieorchester, dem Ensemble Modern und Les Percussions de Strasbourg. Viele seiner Werke wurden mit Preisen ausgezeichnet, darunter dem Gaudeamus-Preis, dem Großen Preis der National Competition for Young Composers von CBC/Radio-Canada und dem vom Canada Council vergebenen Jules Léger Prize for New Chamber Music.

## Werke
- Still für Oboe, zwei Piccoloflöten, zwei Posaunen, zwei Perkussionisten und zwei Bratschen, 1995
- Tarkovsky Cycle, 1996
- L'effusione d'amicizia IV für Bratsche, 1997
- Reprise für Cello und Ensemble, 1997
- Courage für Streichquartett, 1998
- Essence für Orchester, 1998
- Ur für Oboe d’amore, 1998–2001
- Clarinet Quintet, 1999
- L'effusione d'amicizia V (nach einem Text von Giordano Bruno), 1999
- En-Kore für Klavier, 1999
- Urban Canticle für Flöte, Klarinette, Violine, Cello und Perkussion, 1999
- Daydream Mechanics II für sechs Perkussionisten, 2000
- Anytime für zwei Sopransaxophone, zwei Altsaxophone und vier Perkussionisten, 2003
- Daydream Mechanics III für Violine zwei Streichorchester, 2007. Violin
- Archimedes Codex für Violine und Orchester, 2008
- Alan Turing – Solace for Irreversible Losses für Streichquartett, 2010